# Statgraphics
Statgraphics (статистическая графическая система) является первым в мире диалоговым статистическим пакетом для IBM/PC, долгое время служившим своеобразным эталоном.
Начальную DOS-версию создал в 1980 Dr. Neil Polhemus в Принстонском университете для обучения студентов методам математической статистики. Вскоре, в 1982, показав свою эффективность, система была представлена публично. Затем пакет стал развиваться и распространяться американской корпорацией Manugistics (до 1.05.1992 называвшейся Scientific Time Sharing Corp.).
Самая популярная DOS-версия 3.0 была создана в 1988 и занимала лидирующие позиции в мире. В частности, до начала нулевых годов она широко использовалась на территории СССР и РФ преимущественно в виде нелицензионных копий. В 1994 вышла версия для Windows. Отличительной особенностью всех версий пакета является наличие объемного раздела «Планирование эксперимента», позволяющего получать высоко достоверные исходные данные для анализа.
С октября 2017 фирмой Statgraphics Technologies, Inc. распространяется версия Statgraphics Centurion 18, включающая более 250 статистических процедур, разнообразную графику и преобразования данных. Однако популярность этой версии значительно уступает лидерам мирового рынка SPSS, Statistica и ряду других пакетов.